# 大果女贞
大果女贞（学名：Ligustrum confusum var. macrocarpum）是木犀科女贞属散生女贞的变种。分布在印度以及中国大陆的西藏等地，生长于海拔2,100米的地区，常生长在山地林中，目前尚未由人工引种栽培。